# Kominform
Kominform (kortform for kommunistisk informationsbureau) var en samarbejdsorganisation mellem de kommunistiske partier efter 2. verdenskrig, ledet af Sovjetunionens Kommunistiske Parti (SUKP). Den blev stiftet i september 1947 og opløst 17. april 1956.
Kominform betragtes som afløseren for Komintern, der var blevet nedlagt under den anden verdenskrig.
| Portal | Portal:Kommunisme |